# Djengué
Djengué (ou Belibili) est un village du Cameroun situé dans la région de l'Est et le département de la Kadey, à proximité de la frontière avec la République centrafricaine. Il fait partie de l'arrondissement de Batouri.

## Population
Lors du recensement de 2005, 328 personnes y étaient dénombrées.